# Gustav Trenkler
Anton Gustav Trenkler (8. listopadu 1811 Liberec – 1. února 1874 Liberec) byl rakouský podnikatel a politik německé národnosti z Čech, v 60. letech 19. století poslanec Českého zemského sněmu.

## Biografie
Působil jako továrník v Liberci. Byl šéfem firmy Anton Trenkler & Söhne na vývoz sukna a vlněného zboží do severní a Jižní Ameriky. Byl členem obchodní a živnostenské komory a jejím předsedou. V roce 1835 založil továrnu na jemná sukna, která měla pobočku v Hoře Svaté Kateřiny. Zastával funkci ředitele filiálky Eskomptní banky v Liberci a ředitelství spořitelny v Liberci. Byl členem spolku Verein für Geschichte der Deutschen in Böhmen.
Po obnovení ústavního systému vlády počátkem 60. let se zapojil i do politického života. V zemských volbách v Čechách roku 1861 byl zvolen na Český zemský sněm, kde zastupoval kurii obchodních a živnostenských komor, obvod Liberec. Na mandát rezignoval v prosinci 1865.
Zemřel v únoru 1874 ve věku 63 let.